# Euploea montrouzieri
Euploea montrouzieri är en fjärilsart som beskrevs av Felder 1865. Euploea montrouzieri ingår i släktet Euploea och familjen praktfjärilar. Inga underarter finns listade i Catalogue of Life.